# Cregneash

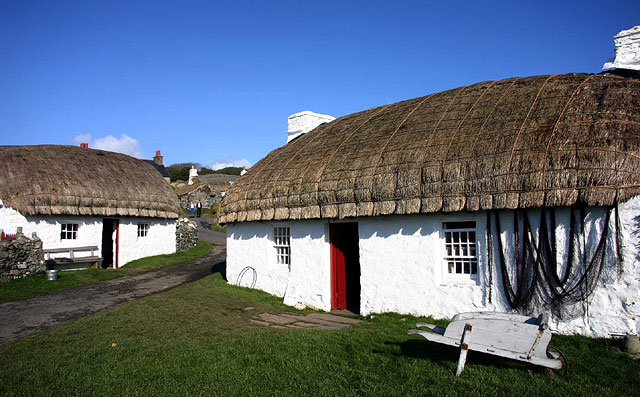
Harry Kellys stuga i Cregneash.

Cregneash (Manx: Creneash) är en avlägsen liten stad som ligger vid kullen Mull Hill på den södra delen av Isle of Man. Mycket av staden är en form av levande museum som visar hur ön invånare levde på 1800 – talet. Många gamla hus och stugor har blivit bevarade och man visar också hur man brukade jorden och fiskade vid den här tiden.
Museet ordnar en årlig keltisk festival och de har också en liten flock med det sällsynta Manx Loaghtan fåret. Personalen på museet är klädda i tidstypiska dräkter och man kan se många gamla hantverk.
Det finns också ett antal med privata hus som inte ingår i Museet men de passar ändå in i stadsbilden på grund av deras ålderdomliga utseende.  